# José Ignacio de Amenábar
José de Amenábar fue un sacerdote y patriota santafesino de destacada actuación en la emancipación argentina. 

## Su nacimiento
Nació en Santa Fe de la Vera Cruz el 19 de marzo de 1784. Sus padres fueron el vasco Salvador Ignacio de Amenábar Iturriaga, de origen noble, y María Bonifacia Quiroga y Humeres, criolla.

## Su formación religiosa
Entre 1799 y 1802 fue colegial del Convictorio Carolino de Nobles de Santiago de Chile. Bachiller en teología, se doctoró en cánones y leyes en la Real Universidad de San Felipe, donde fue opositor a la cátedra de moral en 1806. En 1807 fue abogado de la Real Audiencia. En 1808 fue cura párroco de Combarbalá. Fue designado canónigo de la catedral de Buenos Aires.

## Su actividad política
Ferviente partidario de la emancipación americana, representó a su ciudad natal en la Asamblea del año XIII, de la que fue vicepresidente.
Como hombre del interior defendió el sistema federal y las autonomías provinciales, en contraposición al sistema unitario que propiciaban los miembros de la Logia Lautaro, quienes hegemonizaban la Asamblea. También representó a su provincia en el Congreso General desde 1824 hasta 1827.
Integró la misión Amenábar-Oro en 1829, que intentó dar fin a los enfrentamientos civiles entre unitarios y federales. Fue gobernador delegado interino de su provincia en dos oportunidades.1856-60. Fue hombre de consulta del caudillo santafesino Estanislao López.

## La influencia sobre su núcleo familiar
Sus convicciones marcaron fuertemente a su familia, la cual tuvo sobresaliente actuación en el proceso emancipador del país, la autonomía provincial y la organización nacional. Precisamente su sobrina María Bonifacia Lassaga y Amenábar contrajo matrimonio con Juan Francisco Seguí (padre), revolucionario en Chuquisaca 1809, participante en el cabildo abierto del 22 de mayo de 1810 y ministro de Estanislao López, y el hijo de estos, Juan Francisco Seguí (hijo), secretario de Justo José de Urquiza, fue constituyente en 1853.

## Su fallecimiento y homenajes
Falleció en Santa Fe en 1863. Sus restos descansan en la Catedral de Santa Fe. Una humilde lápida de mármol señala el lugar donde descansa para siempre.  A la tumba donde reposan sus últimos despojos han ido quienes le conocieron a consagrar un recuerdo a su memoria. Ese es el premio a que aspira la virtud sobre la tierra, los que vivieran sembrando beneficios, recogen bendiciones más allá de la tumba. 
Una de las calles de la Capital de Santa Fe perpetúa su nombre, modesto premio de una población agradecida hacia uno de sus ilustres hijos. 
También lleva su nombre una localidad del departamento General López, en la Provincia de Santa Fe y en la Ciudad de Buenos Aires, lo recuerda una calle que pasa por el barrio de Saavedra, el barrio de Núñez, el barrio de Belgrano , el barrio de Colegiales y el barrio de Palermo.
En la ciudad de Pontevedra, al oeste de la provincia de Buenos Aires, también existe una calle que lleva su nombre